# Anton Kerčon
Anton Kerčon (ponekod pisano tudi Krčon), katoliški duhovnik in šolnik, * 4. januar 1833, Gorenje Blato, † 16. november 1906, Kamnik.
Rodil se je na Gorenjem Blatu pri Škofljici. Služboval je kot kaplan v Stopičah pri Novem mestu in v Predosljah ter kot župnik na Rudniku pri Ljubljani (1868–1875), v Vavti vasi pri Novem mestu in v Šmarjeti na Dolenjskem (1888–1893). Po predčasni upokojitvi leta 1893 je živel v Repnjah, v Trbojah in v Kamniku, kjer je tudi pokopan.
Bil je začetnik šolstva na Rudniku pri Ljubljani, kjer je poučeval kar v stavbi župnišča poleg cerkve med letoma 1868 in 1875. Za časa službovanja v Šmarjeti na Dolenjskem je bil predsednik tamkajšnjega krajnega šolskega sveta.